# De zappende ziel
De zappende ziel is een stripverhaal uit de reeks van Suske en Wiske. Het is geschreven door Peter Van Gucht en getekend door Luc Morjaeu. De eerste albumuitgave was op 9 maart 2011.

## Personages
In het album spelen de volgende personages mee:
- Suske, Wiske (met Schanulleke), tante Sidonia, Lambik, Jerom, professor Barabas, buurmeisje, Marcel en Louis (politieagenten), Beitelmans, kunstenaar, vrouw, Einsteintje[1], Totallos, Complementa, Alouvaizestonlos, Matahara[2] (spionne), oppergod Zeus, Demetrios[3] (zoon en kandidaat-opvolger van Antigonus de Eerste[4] van Macedonië), Stenodactylos[5] (schrijver van de biografie van Demetrios), Minotaurus, Bontenos (centaur; half mens/half paard[6]) en andere centauren, Iclotnielos[7] (pelikaan), Trosselos[8] (schipper), Kolossus van Rodos, Xendeklos[9] en andere dienaren van Demetrios, bevolking van Rhodos en andere oude Grieken.

## Locaties
Dit verhaal speelt zich af op de volgende locaties:
- België, huis en laboratorium van professor Barabas, academie van de schone en gesubsidieerde kunsten, bouwwerf, luchthaven, het oude Griekenland, huis van Alouvaizestonlos, Noord-Macedonië, paleis van Demetrios, Olympusberg, labyrint van de Minotaurus, Rhodos met Rhodos.

## Uitvindingen
In dit verhaal spelen de volgende uitvindingen een rol:
- Teletijdmachine, teletijdarmbanden.

## Het verhaal
Lambik is in de prehistorie terechtgekomen tijdens het testen van de vernieuwde teletijdarmbanden en moet vluchten voor mammoeten. Per ongeluk flitst hij zichzelf naar 29 februari. Lambik blijft hangen in de flitsruimte, omdat het geen schrikkeljaar is. Lambik komt toch weer in de cabine van de teletijdmachine terecht, maar niemand snapt wie de armband opnieuw heeft geprogrammeerd. Jerom komt ook naar het laboratorium en de vrienden blijven bij de professor eten. De armband, een vaas, een lamp, een stoel en een kast komen tot leven en iets later komt een boodschap door via de televisie. Een verdwaalde ziel vertelt hoe hij in de ruimte was opgesloten en zichzelf naar de armband van Lambik heeft verplaatst. De tv beïnvloed de huisdeur en de driewieler van het buurmeisje en verdwijnt. Jerom en Lambik volgen de driewieler met de step van Suske en beide snelheidsduivels worden door de politie gevolgd. De ziel verplaatst zich naar een vuilnisbak en verdwijnt dan in het gebouw van de academie van de schone en gesubsidieerde kunsten.
De ziel verplaatst zich in een kunstwerk en komt op een bouwwerf terecht, waar de ziel Lambik met een hijskraan te pakken krijgt. Jerom wordt met een strobaalmachine te pakken genomen en samen met Lambik volgt hij de ziel naar een luchthaven. De ziel komt in een vliegtuig terecht en na een zoektocht landt hij treurig op een telefoondraad. Lambik en Jerom horen dat de ziel naar Griekenland zoekt en ze worden teruggevlogen naar het laboratorium van professor Barabas. De ziel verplaatst zich naar de bolhoed van Lambik en Wiske biedt aan dat de ziel zich naar Schanulleke kan verplaatsen om hem te laten vertellen waarnaar hij op zoek is. Schanulleke kan echter niet praten en dan komt professor Barabas met zijn teddybeer Einsteintje, hierin zitten een transistor en een luidsprekertje ingebouwd.
De ziel verplaatst zich naar Einsteintje en vertelt dat hij Totallos is en al duizenden jaren rondzwerft. In zijn tijd, het oude Griekenland, waren mannen en vrouwen nog niet gescheiden en leefden als één wezen samen, als androgyn. Samen met Complementa vormde de ziel het wezen Amagniegon, maar bepaalde wezens kregen hubris in de kop. Ze wilden de goden verjagen van de Olympusberg, maar werden verslagen en de goden straften het gehele volk. De mannelijke en vrouwelijke delen werden gescheiden. Complementa en Totallos waren de leiders van het volk, hun zielen werden uit de lichamen gehaald en voor eeuwig gescheiden. Totallos werd naar de grenzen van tijd en ruimte verbannen en zijn zusterziel moest de mensheid op aarde helpen bij het goede. Professor Barabas pakt een boek van de Griekse filosoof Alouvaizestonlos over het paard van Troje. Er zaten Griekse soldaten in de buik van het paard, dat na een lichtflits uit zichzelf kon bewegen. Professor Barabas repareert de teletijdmachine en tante Sidonia maakt Griekse kleedjes voor het gezelschap. Suske, Wiske, Lambik, Jerom en Einsteintje worden naar het verleden geflitst en komen na een korte wandeling de filosoof tegen die zijn filosofische wandelingen op een loopband houdt.
Het gezelschap gaat naar het huis van Alouvaizestonlos en horen dat Complementa volgens hem heeft bijgedragen aan talrijke bouwwerken, zoals het Parthenon. Complementa werd misleid en dacht dat het paard van Troje een vredesgeschenk was. Zeus geloofde niet in haar onschuld en strafte haar een tweede keer, met een magische bliksem veranderde hij haar ziel in een eeuwig brandende vlam. Ze wordt in een bronzen vuurschaal boven op de Olympusberg geplaatst. De Minotaurus bewaakt de woonplaats van de goden. Een spionne doet zich voor als leerling van Alouvaizestonlo, ze hoort het gesprek en licht Demetrios in. De strijd om Rhodos gaat niet goed en Demetrios kan de magische krachten van de twee zielen goed gebruiken, zodat zijn vader weer trots op hem is. De spionne wordt naar de Olympusberg gestuurd, waar de vrienden de Minotaurus tegenkomen. Jerom kan de Minotaurus verslaan en de vrienden betreden het labyrint, waar het gezelschap zich opsplitst.
Matahara komt bij de tempeltrap en neemt de vlam van Complementa mee. De vrienden komen elkaar na een lange zoektocht weer tegen en Jerom loopt dwars door de muren. Matahara heeft de vlam laten overspringen op een fakkel en verlaat het labyrint. De vrienden zien haar nog net vertrekken en ze herkennen de leerlinge van Alouvaizestonlos. Lambik ontmoet Bontenos en de vrienden volgen de spionne met behulp van enkele centauren. Ze komen bij de kust en daar dreigt Matahara de fakkel in zee te gooien, zodat de ziel verloren zal gaan. Totallos geeft zich over en wordt door een pelikaan weggevoerd. De vrienden zien hoe de spionne en haar gevolg met een schip vertrekken en Jerom en Lambik gaan naar Rhodos. Suske en Wiske gaan naar Macedonië en komen bij het paleis van Demetrios. Demetrios is met Totallos naar een naburig eiland gegaan, waar aan een geheim wapen wordt gewerkt.
Suske kan een dienaar verslaan en vermomd zichzelf in zijn kleding, waarna hij bij Complementa terechtkomt in de kerker. Hij laat haar overspringen op een stok en vlucht met Wiske van het eiland. Er wordt een steen naar het bootje gegooid, maar Suske kan deze terugwerpen. Hierbij raakt hij het hoofd van de Nikè van Samothrake. Suske en Wiske zetten koers naar Rhodos, waar Jerom en Lambik inmiddels zijn gearriveerd. Lambik en Jerom vertellen over Demetrios, de gevreesde poliorcetes (stedendwinger). De zee voor de haven gaat onrustig deinen en een enorm standbeeld rijst op uit de golven. De gigant wordt door Jerom vastgebonden zoals in het boek van Gullivers reizen. De gigant kan zich losmaken en grijpt Jerom. De reus stapt de stad binnen en vernietigd de huizen. Jerom en Lambik proberen de inwoners te redden en Demetrios wil op de vernietigde stad een nieuwe stad bouwen met de naam Demetriopolis. Er verschijnt een enorme donkere wolk en Zeus verschijnt. Hij verbood de gestrafte zielen de mensen te helpen bij hun oorlogen, maar Totallos denkt alleen aan Complementa.
Suske laat Complementa overspringen op een pijl en schiet deze af op de stad. Zeus bliksemt en raakt op een gegeven moment de Kolos, die begint te wankelen. Complementa komt neer op een dode boom en deze vat vlam. De Kolos pakt de brandende boom en vertelt Zeus dat hun zielen weer versmelten door liefde. Een lichtbol stijgt op en verdrijft de donkere wolken. Demetrios schreurt de aantekeningen van Stenodactylos kapot, hij wil niets van het verhaal in de geschiedenisboeken. Wat hem betreft is de Kolos door Rhodos gemaakt, maar dan treft een bliksemflits de boot. Demetrios gaat terug naar Macedonië, waar hij later zijn vader opvolgt. De Kolos van Rhodos blijft nog eeuwen in de haven staan, tot hij in de derde eeuw voor Christus door een aardbeving wordt vernietigd. Het behoort nog altijd als een van de Zeven klassieke wereldwonderen. De bevolking van Rhodos bedankt de vrienden en Alouvaizestonlos heeft een perkamentrol van Plato gekregen, waarin wordt beschreven dat de mens slechts in een schijnwereld leeft die een afspiegeling is van de reële wereld. Suske en Wiske zien een ster feller schijnen dan de rest en ze denken dat dit Complementa en Totallos zijn. Lambik zegt dan dat het tijd is om terug te gaan naar de eigen tijd en stelt zijn armband in op 31 juni...

## Uitgaven

### Achtergronden bij de uitgaven
- De Minotaurus speelt ook een rol in het album Knokken in Knossos.
- De schrikkeldag speelt ook een grote rol in Het schrikkelspook.